# Frederika Caroline Louise van Hessen-Darmstadt

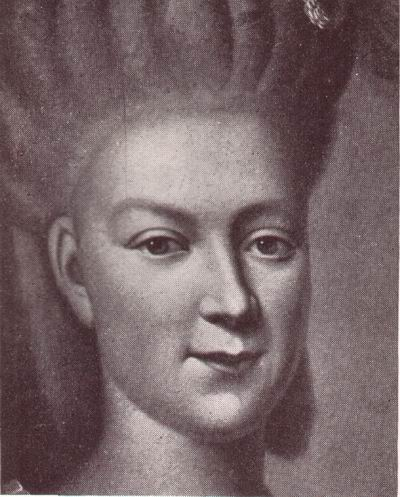
Frederike van Hessen-Darmstadt

Frederika Caroline Louise van Hessen-Darmstadt (Darmstadt, 20 augustus 1752 — Hannover, 22 mei 1782) was een telg uit het huis Hessen-Darmstadt. Zij was gehuwd met groothertog Karel II van Mecklenburg-Strelitz 1741-1816. Zij is in rechte lijn de "grootmoeder" van zowel koningin Beatrix der Nederlanden, de overleden groothertogin Josephine Charlotte van Luxemburg, als koningin Margrethe II van Denemarken. Zelf was zij de dochter van George Wilhelm van Hessen-Darmstadt (1722-1782) en Maria Luise Albertine van Leiningen-Dagsburg-Falkenburg (1729-1818).
De onderstaande tabel illustreert de rechte lijn naar de drie koningshuizen. Bovenaan de drie dochters van de beschreven persoon en dan telkens de dochters van de vorige.
| Nederland                                 | België / Luxemburg                          | Denemarken                              |
| ----------------------------------------- | ------------------------------------------- | --------------------------------------- |
| Charlotte 1769-1818                       | Louise 1776-1810                            | Frederika 1778-1841                     |
| Charlotte van Saksen-Hildenburg 1787-1847 | Louise van Pruisen 1808-1870                | Frederika Louise van Pruisen 1796-1850  |
| Pauline van Württemberg 1810-1856         | Louise van Oranje-Nassau 1828-1871          | Maria Anna van Anhalt-Dessau 1837-1906  |
| Helena van Nassau 1831-1888               | Louise van Zweden 1851-1926                 | Louise Margaretha van Pruisen 1860-1917 |
| Emma van Waldeck-Pyrmont 1858-1934        | Ingeborg van Denemarken 1878-1958           | Margaretha van Connaught 1882-1920      |
| Wilhelmina der Nederlanden 1880-1962      | Astrid van Zweden 1905-1935                 | Ingrid van Zweden 1910-2000             |
| Juliana der Nederlanden 1909-2004         | Josephine Charlotte van Luxemburg 1927-2005 | Margrethe II van Denemarken 1940        |
| Beatrix der Nederlanden 1938              | Marie Astrid van Luxemburg 1954             |                                         |
|                                           | Marie Christine van Oostenrijk 1983         |                                         |

## De andere kinderen
- Caroline Augusta (1771-1773)
- George Karel Frederik (1772-1773)
- Theresia Mathilde Amalia (1773-1839), gehuwd met Karel Alexander von Thurn und Taxis
- Frederik George Karel (1774-1775)
- George Frederik Karel (1779-1860), groothertog van Mecklenburg-Strelitz
- Frederik Karel Ferdinand (1781-1783)
- Augusta Albertina (1782)